# Nestelbach im Ilztal
Nestelbach im Ilztal is een gemeente in de Oostenrijkse deelstaat Stiermarken, en maakt deel uit van het district Fürstenfeld.
Nestelbach im Ilztal telt 1148 inwoners.

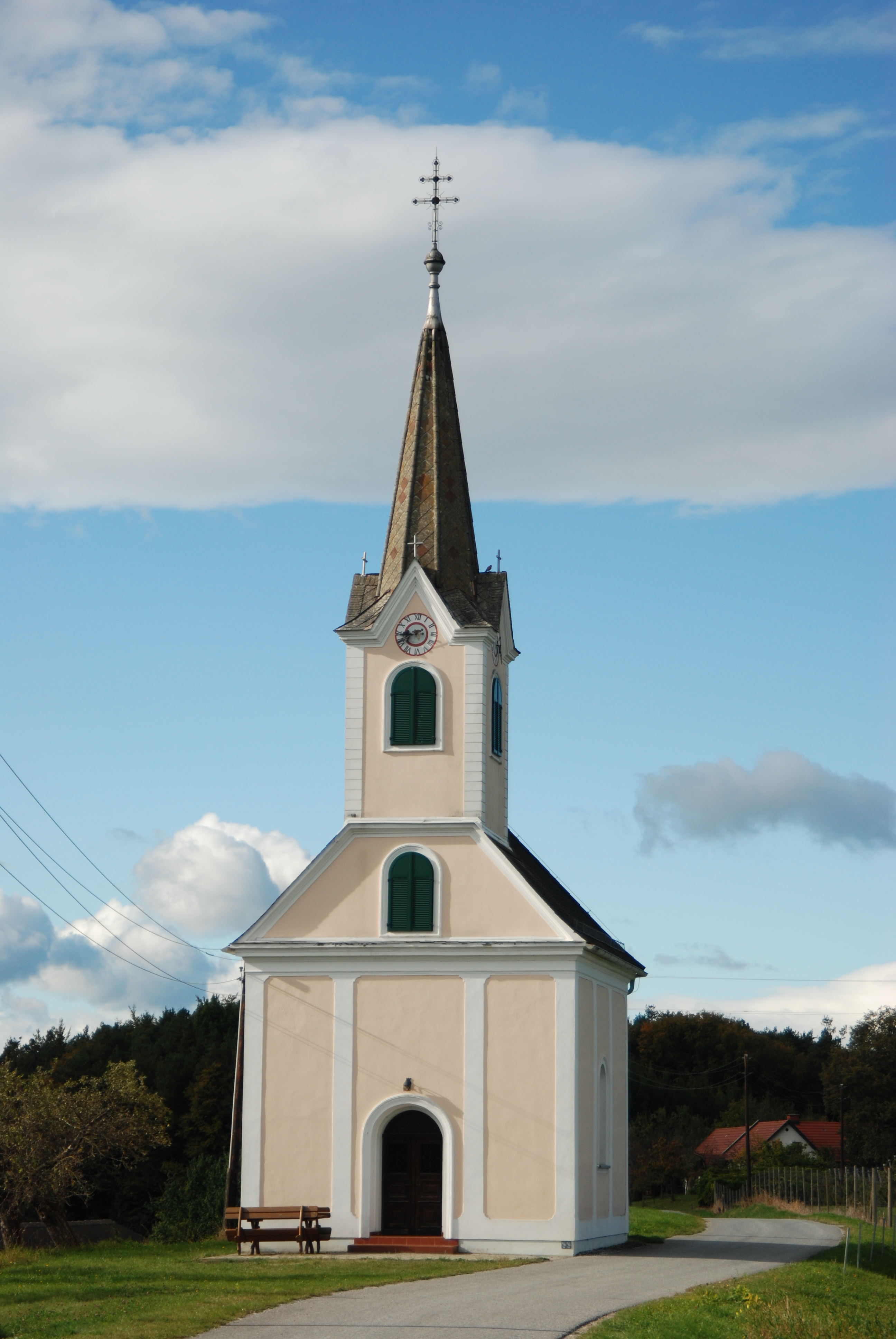
Kerk in Nestelbach
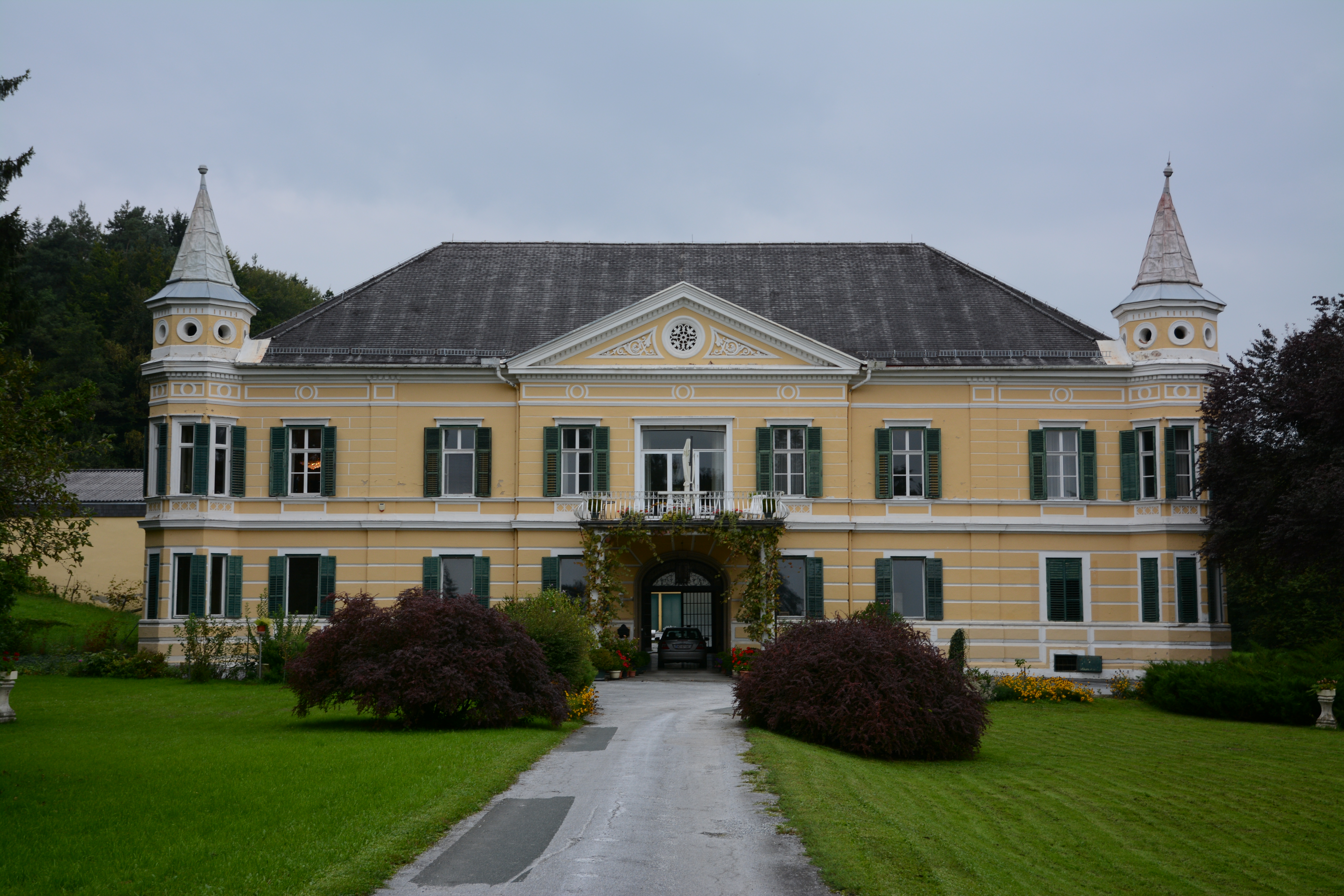
Slot Uhlheim

Bad Blumau · Bad Loipersdorf ·Bad Waltersdorf · Buch-St. Magdalena · Burgau · Dechantskirchen · Ebersdorf · Feistritztal · Friedberg · Fürstenfeld · Grafendorf bei Hartberg · Greinbach · Großsteinbach · Großwilfersdorf · Hartberg · Hartberg Umgebung · Hartl · Ilz · Kaindorf · Lafnitz ·  Neudau · Ottendorf an der Rittschein · Pinggau · Pöllau · Pöllauberg · Rohr bei Hartberg · Rohrbach an der Lafnitz · Sankt Jakob im Walde · Sankt Johann in der Haide · Sankt Lorenzen am Wechsel · Schäffern · Söchau · Stubenberg · Vorau · Waldbach · Wenigzell-Mönichwald
- Gemeinsame Normdatei: 7734804-7
- Virtual International Authority File: 240160492